# Jacques Perbet
Pour les articles homonymes, voir Perbet.
 (novembre 2007).
Si vous disposez d'ouvrages ou d'articles de référence ou si vous connaissez des sites web de qualité traitant du thème abordé ici, merci de compléter l'article en donnant les références utiles à sa vérifiabilité et en les liant à la section « Notes et références ».
L’abbé Jacques Perbet, né le 28 juin 1732 à Araules, est un ecclésiastique français assassiné sous la Terreur, à Saint-Pierre-Eynac le 28 avril 1794.

## La Terreur en Haute-Loire
À l'arrivée du nouveau représentant du peuple, Guyardin, le 7 floréal An II, la Terreur dans la Haute-Loire redouble d’intensité. On assiste à des scènes de vandalisme : destruction des croix et des objets religieux.
Les prêtres comme leurs  fidèles qui refusent de renier leur foi, sont pourchassés. On organise de véritables battues. « La chasse aux loups est bien combinée » disait Guyardin.
Pour fuir cette répression, les prêtres se cachent dans les granges et dans les maisons en ruines.
Le 12 messidor An II, un arrêté est pris, condamnant à de lourdes peines les propriétaires de fermes où seraient découverts des prêtres réfractaires.

## La charrette du dernier voyage
Parmi les victimes de cette répression : l’abbé Jacques Perbet. Ce prêtre, originaire de Recharinges (à l’époque paroisse d’Araules) exerçait les fonctions de chapelain à Queyrières au début de la Révolution.
« Arrêté le 25 avril, près du village de Veyrac dans la paroisse d’Yssingeaux. Il fut brutalisé par ses geôliers et transféré au Puy avec une trentaine de prisonniers venant de Saint-Didier, victimes d’atrocités sur le trajet qui les avaient amené à faire une halte au Pertuis. Les deux auberges du village étant insuffisantes pour les prisonniers et leur escorte. L'abbé Perbet fut logé par les chefs du détachement. Attaché au pied d’un lit un de ses gardiens lui lança :  « On fait bien jeûner les cochons gras la veille de leur mort ! »
À ce moment, l’abbé Perbet sut qu’il n’atteindrait jamais le Puy vivant.
Plusieurs habitants de Saint-Hostien vinrent assister au défilé des condamnés. L'abbé Perbet reconnaissant quelques-uns des visages parmi ces curieux, car il était à la fois chapelain de Queyrières et vicaire de Saint-Hostien. Il crut bien faire en engageant la conversation, mais parmi eux, un homme, voulant sans doute prouver sa fidélité aux autorités, le frappe avec un bâton.
La voiture dans laquelle est l'abbé est volontairement mise en arrière. L’abbé avec son compagnon d’infortune Aulanier, ancien procureur d’Yssingeaux, descendent puis sont assassinés au lieu-dit Lachamp (commune actuelle de Saint-Pierre-Eynac) sur la route menant à Blavozy. L’endroit de sa mort est marqué d’une croix, qui de nos jours est encore fleurie toute l’année.
Considéré comme un martyr par la population du Velay, on vint de très loin en pèlerinage sur sa tombe. Le 21 messidor An VI, l’administration départementale, exaspérée par les pèlerins venant sans cesse plus nombreux se recueillir sur la tombe de l’abbé, décida d’empêcher leur venue en postant des troupes dans les hameaux avoisinants avec pour ordre d’arrêter quiconque désirait se rendre sur la tombe du prêtre.
Les restes de l’abbé Perbet sont actuellement conservés en l’église de Saint-Pierre-Eynac. »